# Ход-ха-Шарон
Ход-ха-Шаро́н (ивр. הוד השרון‎) — город в Центральном округе Израиля, расположенный между городами Петах-Тиква и Кфар-Сава, в 18 км к северу от Тель-Авива. Площадь города составляет 25 км².

## История
Статус города присвоен только в 1990 году. Но история города началась гораздо раньше — с 1920-х годов, когда здесь были основаны четыре мошава: Магдиэль, Раматаим, Кфар-Хадар и Рамат-Хадар. Первыми жителями мошавов были, в основном, выходцы из Польши и Литвы. Были осушены болота, заложены сады и плантации. Главным занятием жителей мошавов были садоводство и выращивание цитрусовых и авокадо. И до сих пор в городе осталось множество садов. В 1963 году произошло слияние мошавов в одно поселение. В конце 1980-х годов численность населения, в связи с большой репатриацией, резко возросла и в 1990 году поселение стало городом.
Создание города, как слияние мошавов привело к интересным результатам. Большая площадь города позволяет вести застройку не так тесно, как в других городах центра. Ход-ха-Шарон также отличается от других городов центра отсутствием домов барачного типа, построенных в 1950-e и 1960-е годы. Отсутствуют здесь и так называемое социальное жильё для малообеспеченных семей. Многоэтажная застройка ведется в городе недавно и в не очень больших объёмах. Ход-ха-Шарон единственный город в центре страны, где отдается предпочтение коттеджам. Этим объясняется сравнительно высокая стоимость жилья и арноны — муниципального налога. Желание сохранить «деревенский» облик города понятно, но по мнению экспертов такая строительная политика вряд ли может длиться долго. Почти 50 % городской площади занимают общественные сооружения: здания городского управления и культуры, школы и гимназии, спортивные сооружения, парки и скверы. В городе родилась Нета Барзилай — израильская певица, представительница Израиля на Евровидении-2018 и победительница конкурса.

## Население
По данным Центрального статистического бюро Израиля, население на начало 2020 года составляло 63 175 человек.
Среднемесячная зарплата работника в 2019 году составила 13 300 шекелей (в среднем по стране: 9745 шекелей). Этот показатель один из самых высоких в стране.

## Транспортная сеть
40-e шоссе, связывающее город с Петах-Тиквой и Кфар-Сабой, делит город на западную и восточную части. С юга город ограничен рекой Яркон, а с севера шоссе «Геа». Наличие одного шоссе для выезда (въезда) в город создавало определённые неудобства, особенно в часы пик. Но в последнее время[когда?] построена развязка с Шоссе 4 (минуя перекресток Раанана) и завершается[когда?] строительство 2-го выезда (въезда) на Шоссе 5. Таким образом Ход-ха-Шарон получает удобный выход на два главных шоссе и, соответственно, в любую точку Израиля. Шоссе 40 практически напрямую связывает город с аэропортом «Бен-Гурион».

## Достопримечательности и занятость населения

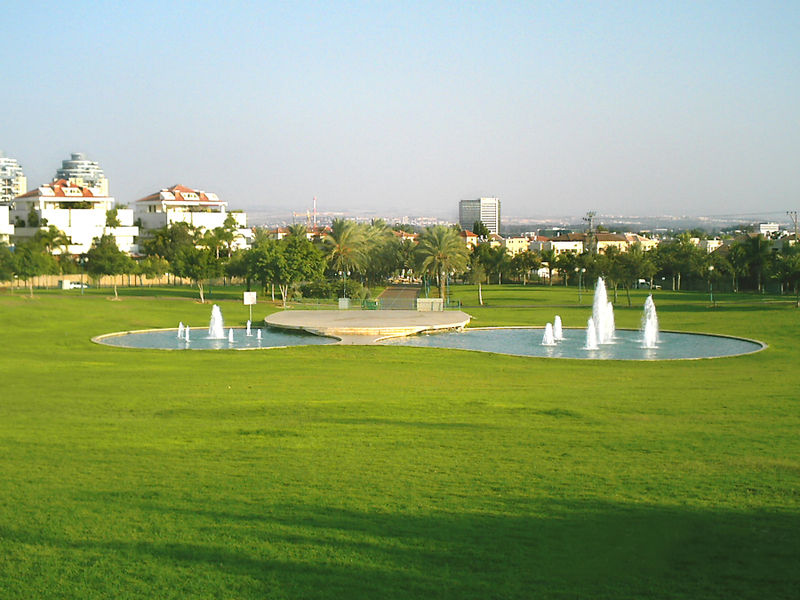
Парк четырёх сезонов в 2005 году

В городе множество небольших скверов и три парка. Парк на южной окраине — из самых красивых в стране и является прекрасным местом для отдыха или занятий спортом. На окраине расположена и промышленная зона города. Однако основные места работы жителей — это прилегающие города — Кфар-Саба, Петах-Тиква, Раанана, Герцлия и Тель-Авив. Ход-ха-Шарон — спальный город с развитой инфраструктурой — магазинами, кафе и ресторанами, школами и детскими садами, бассейнами и кинотеатрами. В городе небольшая русскоязычная община, имеющая свой клуб пенсионеров и детский клуб и несколько «русских» магазинов.

## Города-побратимы
Города-побратимы Ход-ха-Шарона:
- Дорстен, Германия[3]